# Lista över damdubbelsegrare i US Open i tennis

## Lista
| År   | Segrare                                       | Finalmotståndare                             | Resultat                |
| ---- | --------------------------------------------- | -------------------------------------------- | ----------------------- |
| 1889 | Margarette Ballard & Bertha Townsend          | Marian Wright & Laura Knight                 | 6-0 6-2                 |
| 1890 | Ellen Roosevelt & Grace Roosevelt             | Bertha Townsend & Margarette Ballard         | 6-1 6-2                 |
| 1891 | Mabel Cahill & Emma Leavitt Morgan            | Grace Roosevelt & Ellen Roosevelt            | 2-6 8-6 6-4             |
| 1892 | Mabel Cahill & Adeline McKinlay               | A. H. Harris & Amy Williams                  | 6-1 6-3                 |
| 1893 | Aline Terry & Harriet Butler                  | Augusta Schultz & Miss Stone                 | 6-4 6-3                 |
| 1894 | Helen Hellwig & Juliette Atkinson             | A. C. Wistar & Amy Williams                  | 6-4 8-6 6-2             |
| 1895 | Helen Hellwig & Juliette Atkinson             | Elisabeth Moore & Amy Williams               | 6-2 6-2 12-10           |
| 1896 | Elisabeth Moore & Juliette Atkinson           | A. C. Wistar & Amy Williams                  | 6-4 7-5                 |
| 1897 | Juliette Atkinson & Kathleen Atkinson         | F. Edwards & Elizabeth Rastall               | 6-2 6-1 6-1             |
| 1898 | Juliette Atkinson & Kathleen Atkinson         | Marie Wimer & Carrie Neely                   | 6-1 2-6 4-6 6-1         |
| 1899 | Jane Craven & Myrtle McAteer                  | Maud Banks & Elizabeth Rastall               | 6-1 6-1 7-5             |
| 1900 | Edith Parker & Hallie Champlin                | Marie Wimer & Myrtle McAteer                 | 9-7 6-2 6-2             |
| 1901 | Juliette Atkinson & Myrtle McAteer            | Marion Jones & Elisabeth Moore               | Forfeit                 |
| 1902 | Juliette Atkinson & Marion Jones              | Maud Banks & Nona Closterman                 | 6-2 7-5                 |
| 1903 | Elisabeth Moore & Carrie Neely                | Miriam Hall & Marion Jones                   | 6-4 6-1 6-1             |
| 1904 | May Sutton & Miriam Hall                      | Elisabeth Moore & Carrie Neely               | 3-6 6-3 6-3             |
| 1905 | Helen Homans & Carrie Neely                   | M. F. Oberteuffer & Virginia Maule           | 6-0 6-1                 |
| 1906 | Ann Burdette Coe & Ethel Bliss Platt          | Helen Homans & Clover Boldt                  | 6-4 6-4                 |
| 1907 | Marie Wimer & Carrie Neely                    | Edna Wildey & Natalie Wildey                 | 6-1 2-6 6-4             |
| 1908 | Evelyn Sears & Margaret Curtis                | Carrie Neely & Marion Steever                | 6-3 5-7 9-7             |
| 1909 | Hazel Hotchkiss Wightman & Edith Rotch        | Dorothy Green & Lois Moyes                   | 6-1 6-1                 |
| 1910 | Hazel Hotchkiss Wightman & Edith Rotch        | Adelaide Browning & Edna Wildey              | 6-4 6-4                 |
| 1911 | Hazel Hotchkiss Wightman & Eleonora Sears     | Dorothy Green & Florence Sutton              | 6-4 4-6 6-2             |
| 1912 | Dorothy Green & Mary Browne                   | Maud Barger-Wallach & Mrs. Frederick Schmitz | 6-2 5-7 6-0             |
| 1913 | Mary Browne & Louise Riddell Williams         | Dorothy Green & Edna Wildey                  | 12-10 2-6 6-3           |
| 1914 | Mary Browne & Louise Riddell Williams         | Louise Raymond & Edna Wildey                 | 10-8 6-2                |
| 1915 | Hazel Hotchkiss Wightman & Eleonora Sears     | Helen McLean & G. L. Chapman                 | 10-8 6-2                |
| 1916 | Molla Mallory & Eleonora Sears                | Louise Raymond & Edna Wildey                 | 4-6 6-2 10-8            |
| 1917 | Molla Mallory & Eleonora Sears                | Phyllis Walsh & Robert LeRoy                 | 6-2 6-4                 |
| 1918 | Marion Zinderstein & Eleanor Goss             | Molla Mallory & Johan Rogge                  | 7-5 8-6                 |
| 1919 | Marion Zinderstein & Eleanor Goss             | Eleanora Sears & Hazel Hotchkiss Wightman    | 10-8 9-7                |
| 1920 | Marion Zinderstein & Eleanor Goss             | Eleanor Tennant & Helen Baker                | 6-3 6-1                 |
| 1921 | Mary Browne & Louise Riddell Williams         | Helen Gilleaudeau & L. G. Morris             | 6-3 6-2                 |
| 1922 | Marion Zinderstein Jessup & Helen Wills       | Edith Sigourney 6 Molla Bjurstedt Mallory    | 6-4 7-9 6-3             |
| 1923 | Kitty McKane & Phyllis Howkins Covell         | Hazel Hotchkiss Wightman & Eleanor Goss      | 2-6 6-2 6-1             |
| 1924 | Hazel Hotchkiss Wightman & Helen Wills        | Eleanor Goss & Marion Jessup Zinderstein     | 6-4 6-3                 |
| 1925 | Mary Browne & Helen Wills                     | May Sutton & Elizabeth Ryan                  | 6-4 6-3                 |
| 1926 | Elizabeth Ryan & Eleanor Goss                 | Mary Browne & Charlotte Chapin               | 3-6 6-4 12-10           |
| 1927 | Kathleen McKane Godfree & Ermyntrude Harvey   | Betty Nuthall & Joan Fry                     | 6-1 4-6 6-4             |
| 1928 | Hazel Hotchkiss Wightman & Helen Wills        | Edith Cross & Anna McCune Harper             | 6-2 6-2                 |
| 1929 | Phoebe Holcroft Watson & Peggy Mitchell       | Phyllis Covel & D. C. Shepherd Barron        | 2-6 6-3 6-4             |
| 1930 | Betty Nuthall & Sarah Palfrey Cooke           | Edith Cross & Anna McCune Harper             | 3-6 6-3 7-5             |
| 1931 | Betty Nuthall & Eileen Bennett Whittingstall  | Helen Jacobs & Dorothy Round                 | 6-2 6-4                 |
| 1932 | Helen Jacobs & Sarah Palfrey Cooke            | Edith Cross & Anna McCune Harper             | 3-6 6-3 7-5             |
| 1933 | Betty Nuthall & Freda James                   | Helen Wills Moody & Elizabeth Ryan           | Forfait                 |
| 1934 | Helen Jacobs & Sarah Palfrey Cooke            | Carolin Babcock & Dorothy Andrus             | 4-6 6-3 6-4             |
| 1935 | Helen Jacobs & Sarah Palfrey Cooke            | Carolin Babcock & Dorothy Andrus             | 6-4 6-2                 |
| 1936 | Marjorie Gladman Van Ryn & Carolin Babcock    | Helen Jacobs & Sarah Palfrey                 | 9-7 2-6 6-4             |
| 1937 | Sarah Palfrey Cooke & Alice Marble            | Marjorie Van Ryn & Carolin Babcock           | 7-5 6-4                 |
| 1938 | Sarah Palfrey Cooke & Alice Marble            | Rene Mathieu & Jadwiga Jedrzejowska          | 6-8 6-4 6-3             |
| 1939 | Sarah Palfrey Cooke & Alice Marble            | Kay Stammers & Freda Hammersley              | 7-5 8-6                 |
| 1940 | Sarah Palfrey Cooke & Alice Marble            | Dorothy Bundy & Marjorie Van Ryn             | 6-4 6-3                 |
| 1941 | Sarah Palfrey Cooke & Margaret Osborne duPont | Dorothy Bundy & Pauline Betz                 | 3-6 6-1 6-4             |
| 1942 | Louise Brough & Margaret Osborne              | Pauline Betz & Doris Hart                    | 2-6 7-5 6-0             |
| 1943 | Louise Brough & Margaret Osborne              | Patricia Todd & Mary Prentiss                | 6-1 6-3                 |
| 1944 | Louise Brough & Margaret Osborne              | Pauline Betz & Doris Hart                    | 4-6 6-4 6-3             |
| 1945 | Louise Brough & Margaret Osborne              | Pauline Betz & Doris Hart                    | 6-3 6-3                 |
| 1946 | Louise Brough & Margaret Osborne              | Patricia Todd & Mary Prentiss                | 6-1 6-3                 |
| 1947 | Louise Brough & Margaret Osborne              | Patricia Todd & Doris Hart                   | 5-7 6-3 7-5             |
| 1948 | Louise Brough & Margaret Osborne duPont       | Patricia Todd & Doris Hart                   | 6-4 8-10 6-1            |
| 1949 | Louise Brough & Margaret Osborne duPont       | Shirley Fry & Doris Hart                     | 6-4 10-8                |
| 1950 | Louise Brough & Margaret Osborne duPont       | Shirley Fry & Doris Hart                     | 6-2 6-3                 |
| 1951 | Shirley Fry & Doris Hart                      | Nancy Chaffee & Patricia Todd                | 6-4 6-2                 |
| 1952 | Shirley Fry & Doris Hart                      | Louise Brough & Maureen Connolly             | 10-8 6-4                |
| 1953 | Shirley Fry & Doris Hart                      | Louise Brough & Margaret Osborne duPont      | 6-2 7-9 9-7             |
| 1954 | Shirley Fry & Doris Hart                      | Louise Brough & Margaret Osborne duPont      | 6-4 6-4                 |
| 1955 | Louise Brough & Margaret Osborne duPont       | Doris Hart & Shirley Fry                     | 6-3 1-6 6-3             |
| 1956 | Louise Brough & Margaret Osborne duPont       | Betty Pratt & Shirley Fry                    | 6-3 6-0                 |
| 1957 | Louise Brough & Margaret Osborne duPont       | Althea Gibson & Darlene Hard                 | 6-2 7-5                 |
| 1958 | Jeanne Arth & Darlene Hard                    | Althea Gibson 6 Maria Bueno                  | 2-6 6-3 6-4             |
| 1959 | Jeanne Arth & Darlene Hard                    | Althea Gibson & Sally Moore                  | 6-2 6-3                 |
| 1960 | Maria Bueno & Darlene Hard                    | Ann Haydon & Deidre Catt                     | 6-1 6-1                 |
| 1961 | Darlene Hard & Lesley Turner                  | Edda Buding & Yola Ramirez                   | 6-4 5-7 6-0             |
| 1962 | Darlene Hard & Maria Bueno                    | Karen Susman & Billie Jean Moffitt           | 4-6 6-3 6-2             |
| 1963 | Robyn Ebbern & Margaret Smith                 | Darlene Hard & Maria Bueno                   | 4-6 10-8 6-3            |
| 1964 | Billie Jean Moffitt & Karen Susman            | Margaret Smith & Lesley Turner               | 3-6 6-2 6-4             |
| 1965 | Carole Caldwell Graebner & Nancy Richey       | Billie Jean Moffitt & Karen Susman           | 6-4 6-4                 |
| 1966 | Maria Bueno & Nancy Richey                    | Billie Jean Moffitt & Rosemary Casals        | 6-3 6-4                 |
| 1967 | Rosie Casals & Billie Jean King               | Mary Ann Eisel & Donna Floyd Fales           | 4-6 6-3 6-4             |
| 1968 | Maria Bueno & Margaret Smith Court            | Billie Jean King & Rosemary Casals           | 4-6 9-7 8-6             |
| 1969 | Francoise Durr & Darlene Hard                 | Margaret Smith Court & Virginia Wade         | 0-6 6-4 6-4             |
| 1970 | Margaret Smith Court & Judy Tegart            | Rosemary Casals & Virginia Wade              | 6-3 6-4                 |
| 1971 | Rosie Casals & Judy Tegart                    | Gail Chanfreau & Francoise Durr              | 6-3 6-3                 |
| 1972 | Francoise Durr & Betty Stove                  | Margaret Smith Court & Virginia Wade         | 6-3 1-6 6-3             |
| 1973 | Margaret Smith Court & Virginia Wade          | Billie Jean King & Rosemary Casals           | 3-6 6-3 7-5             |
| 1974 | Rosie Casals & Billie Jean King               | Francoise Durr & Betty Stove                 | 7-6 6-7 6-4             |
| 1975 | Margaret Smith Court & Virginia Wade          | Billie Jean King & Rosemary Casals           | 7-5 2-6 7-5             |
| 1976 | Delina Boshoff & Ilana Kloss                  | Olga Morozova & Virginia Wade                | 6-1 6-4                 |
| 1977 | Martina Navrátilová & Betty Stove             | Renée Richards & Bettyann Stuart             | 6-1 7-6                 |
| 1978 | Billie Jean King & Martina Navrátilová        | Kerry Reid & Wendy Turnbull                  | 7-6 6-4                 |
| 1979 | Betty Stove & Wendy Turnbull                  | Billie Jean King & Martina Navratilova       | 7-5 6-3                 |
| 1980 | Billie Jean King & Martina Navrátilová        | Pam Shriver & Betty Stove                    | 7-5 7-5                 |
| 1981 | Anne Smith & Kathy Jordan                     | Rosemary Casals & Wendy Turnbull             | 6-3 6-3                 |
| 1982 | Rosie Casals & Wendy Turnbull                 | Sharon Walsh & Barbara Potter                | 6-4 6-4                 |
| 1983 | Pam Shriver & Martina Navrátilová             | Rosalyn Fairbank & Candy Reynolds            | 6-7 6-1 6-3             |
| 1984 | Pam Shriver & Martina Navrátilová             | Anne Hobbs & Wendy Turnbull                  | 6-2 6-4                 |
| 1985 | Claudia Kohde-Kilsch & Helena Suková          | Martina Navratilova & Pam Shriver            | 6-7 6-2 6-3             |
| 1986 | Martina Navrátilová & Pam Shriver             | Hana Mandlikova & Wendy Turnbull             | 6-4 3-6 6-3             |
| 1987 | Martina Navrátilová & Pam Shriver             | Kathy Jordan & Elizabeth Smylie              | 5-7 6-4 6-2             |
| 1988 | Gigi Fernandez & Robin White                  | Patty Fendick & Jill Hetherington            | 6-4 6-1                 |
| 1989 | Hana Mandlikova & Martina Navrátilová         | Mary Joe Fernandez & Pam Shriver             | 5-7 6-4 6-4             |
| 1990 | Gigi Fernandez & Martina Navrátilová          | Jana Novotna & Helena Sukova                 | 6-2 6-4                 |
| 1991 | Pam Shriver & Natasha Zvereva                 | Jana Novotna & Larisa Neiland                | 6-4 4-6 7-6             |
| 1992 | Gigi Fernandez & Natasha Zvereva              | Jana Novotna & Larisa Neiland                | 7-6 6-1                 |
| 1993 | Arantxa Sánchez Vicario & Helena Suková       | Amanda Coetzer & Ines Gorrochategui          | 6-4 6-2                 |
| 1994 | Arantxa Sánchez Vicario & Jana Novotná        | Katerina Maleeva & Robin White               | 6-3 6-3                 |
| 1995 | Gigi Fernandez & Natasha Zvereva              | Brenda Schultz McCarthy & Rennae Stubbs      | 7-5 6-3                 |
| 1996 | Natasha Zvereva & Gigi Fernandez              | Jana Novotna & Arantxa Sánchez Vicario       | 1-6 6-1 6-4             |
| 1997 | Jana Novotná & Lindsay Davenport              | Mary Joe Fernandez & Natasha Zvereva         | 6-3 6-4                 |
| 1998 | Martina Hingis & Jana Novotná                 | Lindsay Davenport & Natasha Zvereva          | 6-3 6-3                 |
| 1999 | Serena Williams & Venus Williams              | Chanda Rubin & Sandrine Testud               | 4-6 6-1 6-4             |
| 2000 | Julie Halard-Decugis & Ai Sugiyama            | Cara Black & Jelena Likhovtseva              | 6-0 1-6 6-1             |
| 2001 | Rennae Stubbs & Lisa Raymond                  | Kimberly Po-Messerli & Nathalie Tauziat      | 6-2 5-7 7-5             |
| 2002 | Virginia Ruano Pascual & Paola Suárez         | Jelena Dementieva & Janette Husarova         | 6-2 6-1                 |
| 2003 | Virginia Ruano Pascual & Paola Suárez         | Svetlana Kuznetsova & Martina Navrátilová    | 6-2 6-3                 |
| 2004 | Virginia Ruano Pascual & Paola Suárez         | Svetlana Kuznetsova & Jelena Likhovtseva     | 6-4 7-5                 |
| 2005 | Lisa Raymond & Samantha Stosur                | Jelena Dementieva & Flavia Pennetta          | 6-2 5-7 6-3             |
| 2006 | Nathalie Dechy & Vera Zvonareva               | Dinara Safina & Katarina Srebotnik           | 7-6 7-5                 |
| 2007 | Nathalie Dechy & Dinara Safina                | Yung-Jan Chan & Chia-Jung Chuang             | 6-4 6-2                 |
| 2008 | Cara Black & Liezel Huber                     | Lisa Raymond & Samantha Stosur               | 6-3 7-68-6              |
| 2009 | Serena Williams & Venus Williams              | Cara Black & Liezel Huber                    | 6-2, 6-2                |
| 2010 | Vania King & Yaroslava Shvedova               | Liezel Huber & Nadia Petrova                 | 2–6, 6–4 7–67–4         |
| 2011 | Liezel Huber & Lisa Raymond                   | Vania King & Yaroslava Shvedova              | 4–6, 7–67-5 7–67-3      |
| 2012 | Sara Errani & Roberta Vinci                   | Andrea Hlaváčková & Lucie Hradecká           | 6–4, 6–2                |
| 2013 | Andrea Hlaváčková & Lucie Hradecká            | Ashleigh Barty & Casey Dellacqua             | 6–7(4–7), 6–1, 6–4      |
| 2014 | Jekaterina Makarova & Jelena Vesnina          | Martina Hingis & Flavia Pennetta             | 2–6, 6–3, 6-2           |
| 2015 | Martina Hingis & Sania Mirza                  | Casey Dellacqua & Jaroslava Sjvedova         | 6–3, 6–3                |
| 2016 | Bethanie Mattek-Sands & Lucie Šafářová        | Caroline Garcia & Kristina Mladenovic        | 2–6, 7–6(7–5), 6–4      |
| 2017 | Chan Yung-jan & Martina Hingis                | Lucie Hradecká & Kateřina Siniaková          | 6–3, 6–2                |
| 2018 | Ashleigh Barty & Colleen Vandeweghe           | Tímea Babos & Kristina Mladenovic            | 3–6, 7–6(7–2), 7–6(8–6) |
| 2019 | Elise Mertens & Aryna Sabalenka               | Ashleigh Barty & Viktoryja Azaranka          | 7-5, 7-5                |
| 2020 | Laura Siegemund & Vera Zvonarjova             | Nicole Melichar & Xu Yifan                   | 6-4, 6-4                |
| 2021 | Samantha Stosur & Zhang Shuai                 | Caty McNally & Coco Gauff                    | 6-3, 3-6, 6-3           |
| 2022 | Barbora Krejčíková & Kateřina Siniaková       | Caty McNally & Taylor Townsend               | 3–6, 7–5, 6–1           |
| 2023 | Gabriela Dabrowski & Erin Routliffe           | Laura Siegemund & Vera Zvonarjova            | 7–6 (11–9), 6–3         |
| 2024 | Ljudmyla Kitšenok & Jeļena Ostapenko          | Kristina Mladenovic & Zhang Shuai            | 6–4, 6–3                |